# Notogomphus maathaiae
Notogomphus maathaiae är en trollsländeart som beskrevs av Clausnitzer och Klaas-Douwe B. Dijkstra 2005. Notogomphus maathaiae ingår i släktet Notogomphus och familjen flodtrollsländor. IUCN kategoriserar arten globalt som starkt hotad. Inga underarter finns listade i Catalogue of Life.